# Jah Protect
Jah Protect – trzydziesty czwarty album studyjny Sizzli, jamajskiego wykonawcy muzyki reggae i dancehall.
Płyta została wydana 14 marca 2006 roku przez wytwórnię Penitentiary Records. Znalazła się na niej kompilacja najnowszych singli wokalisty. Produkcją całości zajął się Patrick Golding.

## Lista utworów
1. "Yourself"
2. "Beautiful Day"
3. "Black Woman"
4. "Revenge"
5. "Black People Suffering"
6. "Jah Protect"
7. "Kick Dem Out"
8. "Care"
9. "Jah Jah"
10. "Liberate the Poor"
11. "Legalize It"
12. "Prison"
13. "Planet Earth"
14. "Some How"
15. "Just Like"